# Sicherheit der Kernenergie
Die Sicherheit der Kernenergie ist ein zentraler Aspekt der technischen Umsetzung wie der kontroversen Debatte um die Nutzung der Kernenergie.
Die vielfältigen Gefahren und Risiken im Umgang mit radioaktiven Stoffen wie der bei Nuklearwaffen freigesetzten Zerstörungskraft waren lange vor Beginn der kommerziell genutzten Energieerzeugung (Kernkraftwerk Yankee Rowe, Kernkraftwerk Dresden um 1960) bekannt. So wurde die friedliche Kernenergienutzung unter dem Dach internationaler Organisationen wie der IAEO und der Europäischen Atomgemeinschaft gestellt und propagiert. Die anfangs erhoffte breite Anwendung der Technologie in unterschiedlichsten Lebensbereichen ist dabei nicht zustande gekommen.
Die Beherrschung der Kernenergie setzt komplexe Sicherheitsphilosophien voraus. Nach diesen trifft man auf Basis von Unfallszenarien technische und organisatorische Vorkehrungen, die den Eintritt von theoretisch denkbaren Katastrophen ausschließen oder wenigstens äußerst unwahrscheinlich machen sollen. Die Absicherung gegen Missbrauch und Terrorismus macht soziale Kontrollmaßnahmen nötig; ein Störfall kann massive Einschnitte im Leben Tausender oder gar Hunderttausender Menschen hervorrufen. Bereits verhältnismäßig kleine Mengen strahlenden Materials können gravierende Schäden auslösen.

## Grundsätzliche Herausforderungen
Die sicherheitstechnische Auslegung von kerntechnischen Anlagen wie die Sicherheitsmaßnahmen im Umfeld beziehen sich auf vier zentrale Risikoabschnitte.

### Sicherer Umgang mit radioaktiven Stoffen
Das wesentliche hohe Gefährdungspotential radioaktiver Stoffe (= Radionuklide) beruht neben möglichen Kettenreaktionen auf der möglichen Gefährdung durch ionisierende Strahlung wie der teilweise extrem hohen Giftwirkung (Toxizität). Der Mensch kann zudem viele andere Gifte mit einem oder mehreren seiner Sinnesorgane wahrnehmen (zum Beispiel riechen oder schmecken), Strahlung hingegen nicht. Die Inkorporation von Radionukliden erfolgt deshalb zunächst unbemerkt und wirkt sich zum Teil erst nach längerer Latenzzeit und Exposition mit teilweise drastischen Folgen aus. Deswegen ist die Verhinderung der Proliferation und des Missbrauchs von Kernbrennstoffen und radioaktiven Materialien über den gesamten Brennstoffkreislauf von zentraler Bedeutung.
Im normalen laufenden Betrieb entweichen sehr geringe Mengen radioaktiven Materials vom Kernkraftwerk in die Umwelt. Dieses Material umfasst radioaktive Edelgase (z. B. Krypton-85) sowie das instabile Wasserstoffisotop Tritium, deren Entweichen gemessen wird und Auflagen unterliegt.
Der Leukämiecluster in der Elbmarsch wurde teilweise auf die benachbarten Nuklearbetriebe zurückgeführt, ein Zusammenhang wurde so engagiert diskutiert und gesucht wie bislang nicht nachgewiesen. Ein örtliches Problem des statistischen (epidemiologischen) Nachweises solcher Effekte sind die geringen Fallzahlen – zwischen 1990 und 2005 kam es zu insgesamt knapp einem Dutzend mehr tödlichen Erkrankungen als statistisch zu erwarten – und die wie angeführt geringen Strahlendosen. Darüber hinaus treten solche Cluster nicht an kerntechnischen Anlagen generell auf. Ein möglicher Zusammenhang wäre ebenso mit Chemiealtlasten, dem Umfeld von Großbaustellen und Intensivlandwirtschaft zu vermuten.

### Beherrschung der Kernspaltung
Des Weiteren muss die sichere Beherrschung des Spaltprozesses gewährleistet werden. Dabei muss sowohl das eventuelle Bersten des Reaktordruckbehälters (RDB) im laufenden Betrieb wie ein Ausfall der Kühlung und Moderation und eine Kernschmelze, d. h. ein Schmelzen der Brennelemente und Durchschmelzen dieser glühenden Masse (Corium) durch den Boden des Containments hindurch verhindert werden.

### Laufender Betrieb und Prozessführung
Kernkraftwerke und andere kerntechnische Anlagen unterliegen einer zu anderen Technologiebereichen vergleichsweise strengen Kontrolle durch Atomaufsichtsbehörden. An die Materialien, an ihren Einbau, an die Prozessführung und an die dort beschäftigten Mitarbeiter müssen hohe Anforderungen gestellt werden. Materialmängel, Materialalterung (Stahl versprödet durch radioaktive Strahlung) oder speziell menschliches Versagen waren dennoch Ursachen für Störfälle, schwere Unfälle und Katastrophen. Im Gegensatz zu vielen anderen Technologien geht die Technikgeschichte der Kernkraft gerade aufgrund der gravierenden Risiken weniger auf Learning by Doing aus kleinsten Anfängen zurück, sondern bezog deutlich vor der kommerziellen Nutzung umfangreiche Sicherheitskonzepte im Umgang mit Großprojekten mit ein. In den USA wurde dies unter anderem durch David E. Lilienthal verkörpert, der zunächst bei der Tennessee Valley Authority und anschließend der Atomic Energy Commission leitend tätig war. Der Erfahrungsaustausch zu nuklearen Sicherheitsfragen auf internationaler Ebene wurde bei der friedlichen Nutzung der Kernenergie früh auch blockübergreifend und weltweit koordiniert.
Basierend auf Erfahrungen und Untersuchungen an Versuchsreaktoren, in Deutschland im AVR (Jülich), wird versucht, mögliche Großrisiken im Prozessablauf planerisch vorherzusehen, sie auszuschließen und Störfälle beherrschbar und begrenzt ablaufen zu lassen. Dies ist auch zunehmend das Ziel bei fortgeschrittenen Reaktoren. Eine umfangreiche Freisetzung von Energie ist im Gegensatz zu den militärischen Anwendungen nicht das Hauptrisiko. Selbst bei der Katastrophe von Tschernobyl wurden kaum mehr als das Äquivalent von hundert Tonnen Steinkohleeinheiten freigesetzt.

### Entsorgung
Die abschließende Herausforderung ist die langfristige sichere Verwahrung der im Betrieb anfallenden radioaktiven Abfälle. Dabei kommt neben der Wiederaufarbeitung, dem Partitioning und der Transmutation die direkte Endlagerung hochradioaktiver, stark Wärme entwickelnder Reststoffe in tiefengeologischen Gesteinsverbänden in Frage.

## Historische Entwicklung

### Militärische Anfänge

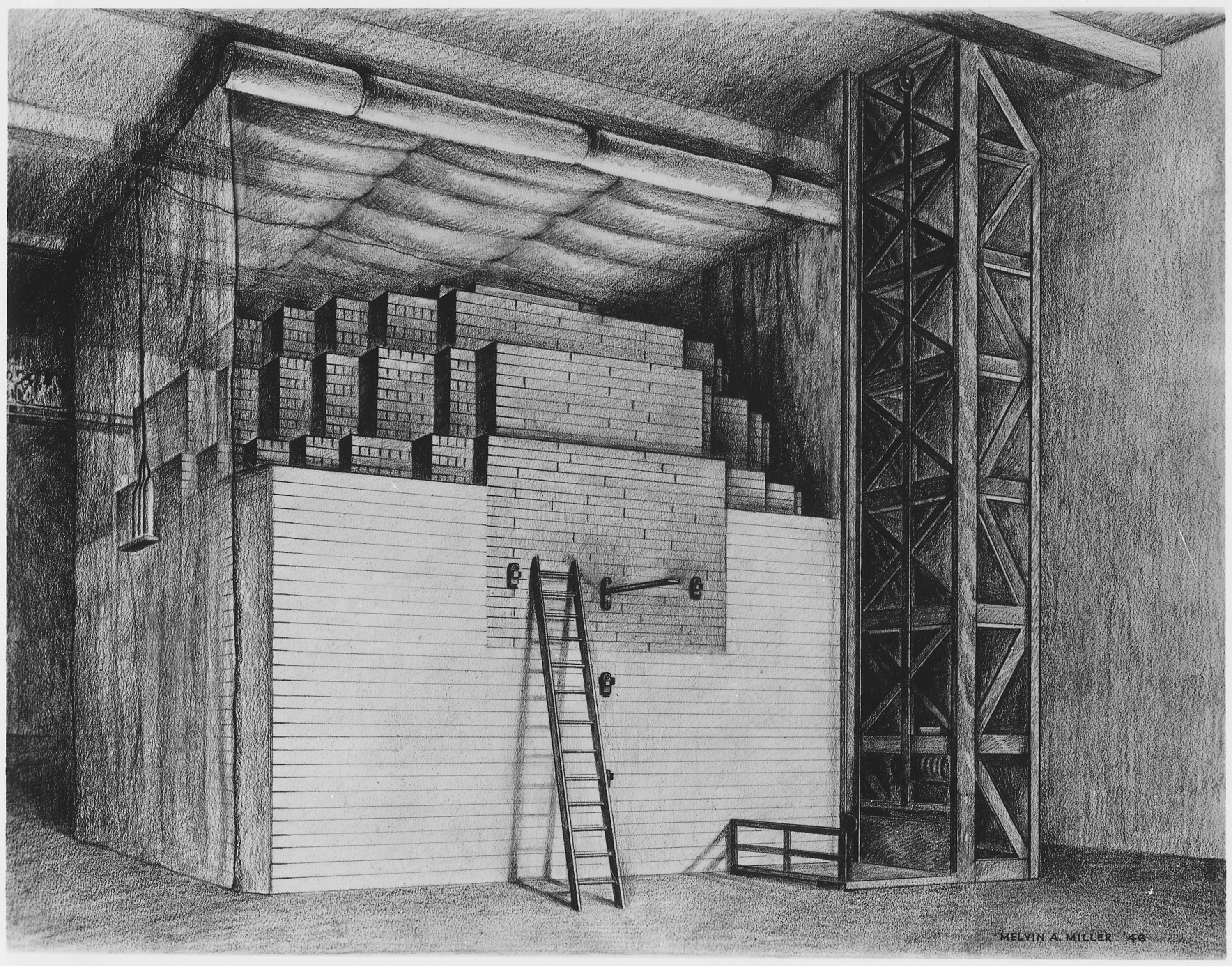
Zeichnung des ersten Reaktors Chicago Pile, bei dem der Reaktorkern offen in einer Sporthalle aufgehäuft worden war. Sicherheitsmaßnahmen bestanden unter anderem in einer über einen Axthieb auszulösende Reaktorschnellabschaltung

Die Entwicklung der nuklearen Großtechnologie geht zunächst auf militärische Entwicklungen im Zweiten Weltkrieg zurück. Sie basierte zunächst auf den nach dem Kriegsende in den USA 1946 beginnenden Bestrebungen, die Nutzbarmachung nuklearer Energie in zivile Hände zu übertragen. Die Amerikaner mussten früh erkennen, dass ihr Monopol auf die Nukleartechnologie keineswegs Bestand haben würde und begannen sich im internationalen Rahmen für eine globale Kontrolle und Überwachung der militärischen Proliferation der Technik wie der friedlichen Nutzung einzusetzen.
Auch in der Sowjetunion war die wirtschaftliche Nutzung der Kernenergie eher ein Nebenprodukt der Kriegsforschung und grundlegendes kernphysikalisches und -technisches Wissen wurde im Rahmen der militärischen Atomforschung erworben. Auch später kamen wesentliche technische Erkenntnisse und Technologien, wie etwa die Brütertechnologie, zunächst aus dem militärischen Bereich und wurden erst später für die zivile Nutzung adaptiert.
Es ist insgesamt zweifelhaft, ob die riesigen Investitionen für die kerntechnische Grundlagenforschung aufgebracht worden wären, wenn in den frühen vierziger Jahren nicht militärische Überlebensfragen, sondern ungewisse Aussichten auf eine wirtschaftliche Nutzung der Kernspaltung auf dem Spiel gestanden hätten.
Die erste sowjetische Reaktorbaulinie RBMK, die bei der Nuklearkatastrophe von Tschernobyl weltweit bekannt wurde, bot aus kernphysikalischen Gründen bessere Möglichkeiten für den Bau von Kernwaffen als die im Westen kommerziell erfolgreichen leichtwassermoderierten Reaktoren.

Warnung vor gefährlichen radioaktiven Stoffen

Der Artikel fokussiert auf die Risiken der zivilen Nutzung der Kernenergie als Energieträger. Dabei sollte nicht außer Acht gelassen werden, dass die Hinterlassenschaften der militärischen Nutzung allein in den USA und der Sowjetunion zu den bedeutendsten und teuersten Umweltrisiken gehören. Die bereits freigesetzten Mengen Radioaktivität im militärischen Bereich übersteigen die der zivilen Energiegewinnung um Größenordnungen. Für die USA wurde die Sanierung der nuklearen Altlasten für den Preisstand 1998 mit etwa 384 Milliarden DM veranschlagt, das damals wohl bedeutendste Umweltprogramm der Welt. Für Russland wurden damals Kosten von etwa 1.200 (!) Milliarden DM veranschlagt, die Sanierung der Hinterlassenschaften der Wismut lag Stand 1998 demgegenüber bei etwa 13 Milliarden DM.

### Atoms for Peace-Initiative von Dwight D. Eisenhower
Im Gefolge der Initiative Atoms for Peace des amerikanischen Präsidenten Dwight D. Eisenhower 1953 bei der UN-Vollversammlung wurden Vorstellungen von der friedlichen Nutzung der Kernenergie unter dem Dach einer internationalen Atomenergie-Organisation präsentiert. Dabei sollte eine sichere und friedliche Nutzung des radioaktiven Materials und der dazugehörigen Technologie gewährleistet werden. Dazu wurde am 29. Juli 1957 die Internationale Atomenergie-Organisation (IAEA) in Wien gegründet. Zur damaligen Zeit, die eine regelrechte Atomeuphorie zur Folge hatte, sollte die Kernenergie der Energieerzeugung, in Form von elektrischem Strom und Wärme sowie vielfältigen Anwendungsbereichen wie Medizin, Bekämpfung von Infektionskrankheiten, Megaengineering (vgl. Operation Plowshare), Landwirtschaft und Ernährung dienen. Die nach dem klassischen Hype-Zyklus übersteigerten Erwartungen wurden dabei nur in deutlich bescheidenerem Maßstab realisiert.

### Sicherheit durch internationale Kooperation
Um den Risiken der Kernkraftwerke und kerntechnischen Anlagen durch entsprechende Vorschriften und Kontrollen zu begegnen, arbeitet ein Netz nationaler und internationaler Organisationen zusammen: bei der UNO die Internationale Atomenergie-Organisation IAEO (engl. IAEA), die United Nations Scientific Committee on the Effect of Atomic Radiation UNSCEAR und die World Health Organization WHO; die Nuclear Energy Agency NEA der OECD, die International Commission on Radiological Protection, ICRP; auf nationaler Ebene in Deutschland das Bundesministerium für Umwelt, Naturschutz und Reaktorsicherheit mit dem Bundesamt für Strahlenschutz und dem Umweltbundesamt und die Umweltministerien der Bundesländer mit der jeweiligen Atomaufsichtsbehörde. Eine ausgeprägt international arbeitende nationale Behörde ist die schwedische Strahlenschutzbehörde Strålsäkerhetsmyndigheten (vor 2008 SKI).

## Regionale Besonderheiten

### Entwicklung und Sicherheitsdiskussion in (West)Deutschland

#### Atomeuphorie der 1950er Jahre
Der Historiker Joachim Radkau habilitierte sich über die Geschichte der deutschen Atomwirtschaft von 1945 bis 1975. Er bemängelte die spärliche öffentliche Diskussion sowohl der unterschiedlichen kerntechnischen Entwicklungen als auch der verschiedenen Sicherheitsphilosophien und -konzepte während der gesamten Entwicklungszeit der Kernkraft in Westdeutschland. Bei der Diskussion um die Sicherheit von Kernkraftwerken in der Bundesrepublik unterscheidet er eine Früh- und Spätphase.
Radkau zufolge gab es Anfangs eine öffentliche wie vor allem von bedeutender wissenschaftlicher Seite eine regelrechte Atomeuphorie, die den Staat zum Engagement in der Atomenergie drängte. So entstanden 1955/56 das Atomministerium, die Deutsche Atomkommission als hochrangiges Beratergremium und das Kernforschungszentrum in Karlsruhe, auf europäischer Ebene nahm 1957 die Europäische Atomgemeinschaft Euratom die Arbeit auf. Anfangs bestand ein öffentlicher, positiver Konsens über die Technologie und erhebliche Erwartungen an deren Wirkungsmöglichkeiten. Bis zum Ende der 1960er Jahre bedrängte der Staat aber die Elektrizitätsunternehmen vergeblich, in großem Stil in die Kernenergie einzusteigen. Es waren die bedeutenden Chemieunternehmen und Anlagenbauer, die sich in dem Bereich zunächst engagierten. Die Folge waren ein unkoordiniertes Nebeneinander zu vieler Reaktorlinien sowie eine übereilte Entwicklung und Inbetriebnahme einzelner Typen.
Radkau gab der Kernenergie selbst eine Mitschuld an der späteren Protestbewegung, weil versäumt worden sei, die Tragweite der Sicherheitsproblematik adäquat zu behandeln.
Erst 1969 kam es zu der ersten Bestellung eines Kraftwerks durch ein Energieunternehmen, die RWE; der kommerzielle Durchbruch wurde mit Leichtwasserreaktoren amerikanischer Bauart realisiert.

#### Kommerzielle Energiegewinnung ab den 1960er Jahren
Viele der heute als Stand der Technik geltenden Verfahren und Maßnahmen sind Konsequenzen aus den ersten Jahrzehnten der Reaktortechnik, die zunächst zur Entwicklung von Atomwaffen diente. Dabei kam es bei deutlich kleineren Reaktoren zu umfangreichen Freisetzungen von Radioaktivität (siehe auch Liste von Unfällen in kerntechnischen Anlagen). Die kommerzielle Nutzung von Kernreaktoren in der Stromerzeugung setzte erst später ein. Im Vorlauf waren in Deutschland eine Vielzahl von Reaktorkonzepten entwickelt worden. Kommerziell durchgesetzt hat sich in diesem Formatkrieg der Siedewasserreaktor, ein Untertyp des Leichtwasserreaktors. Heinrich Mandel setzte sich dabei unter anderem gegen den Willen der Reaktor-Sicherheitskommission durch. Beim Siedewasserreaktor handelt es sich um eine, was die Radioaktivitätsfreisetzung angeht, stärker risikobehaftete Technologie, die aber einfacher zu handhaben und günstiger zu realisieren ist.
Fast alle kommerziell betriebenen Kernreaktoren sind Leichtwasserreaktoren. Einige ihrer Merkmale – zum Beispiel eine Leistungsdichte von bis zu 100 MW/m³ (d. h. in einem Raum von einem Kubikmeter wird eine thermische Leistung von 100 MW = 1 Million Glühbirnen à 100 Watt freigesetzt) sowie eine hohe Betriebstemperatur und ein hoher Betriebsdruck – implizieren große Risiken. Der Schwerwasserreaktor hat eine vergleichsweise deutlich geringere Leistungsdichte; das heißt aber auch: um einen gleich leistungsfähigen Schwerwasserreaktor zu bauen, braucht man deutlich mehr Stahl.
Im Reaktorkern eines Druckwasserreaktors wird Wasser typischerweise bei einem Druck von etwa 150 Bar auf etwa 320 Grad Celsius erhitzt.
In einem großen Kernreaktor befinden sich 80–150 Tonnen radioaktiver Kernbrennstoffe, die einschließlich ihrer Spaltprodukte nicht entweichen dürfen. Zudem haben fast alle Kernkraftwerke Abklingbecken, in denen oft noch größere Mengen radioaktiven Materials – meist abgebrannte Brennelemente – lagern.

#### Zweite Reaktorgeneration im Westen
Die staatliche Förderung fokussierte dann auf die Kernforschungszentren in Karlsruhe und Jülich um Brüter und Hochtemperaturreaktoren (HTR) zu entwickeln, die nun zu Reaktoren der „zweiten Generation“ ernannt wurden. Diese Neuorientierung führte zu Anfang der siebziger Jahre zum Bau je eines staatlich finanzierten Brüter- und HTR-Kraftwerks mit dramatischen Kosten- und Bauzeitsteigerungen. Auch die zweite Phase kostspieliger staatlicher Atomaktivitäten ging demnach von falschen Perspektiven aus.
Als sehr sicher galt viele Jahre der Kugelhaufenreaktor nach Farrington Daniels und Rudolf Schulten. Im Jahr 2000 räumten die Betreiber des Jülicher Kugelhaufenreaktors AVR Jülich aber ein, dass die beta-Kontamination (Strontium-90) des AVR-Reaktors die höchste aller Reaktoren und Nuklearanlagen weltweit ist und zudem noch in der ungünstigsten Form – nämlich staubgebunden – vorliegt.
Auch ein größerer Reaktor der THTR Hamm-Uentrop, schon ab 1971 geplant und 1987 in Betrieb genommen – wurde schon gut zwei Jahre später stillgelegt.
Schulten und andere Befürworter betonten immer wieder die angeblich systemimmanente Sicherheit dieses Reaktortyps, die nicht durch aktive Maßnahmen bzw. Techniken „produziert“ werden müsse. Offenbar ignorierten oder verkannten sie aber zwei massive inhärente Probleme dieses Reaktortyps, auf die Rainer Moormann ab 2006 hinwies:
- die Kugelbrennelemente des THTR-300 sind brennbar (Entzündungstemperatur etwa 650 °C); ein Unfall mit Luftzutritt in den Reaktor hätte einen Graphitbrand mit hoher Radioaktivitätsfreisetzung zur Folge gehabt.[12][13]

- Leckagen des Dampferzeugers mit Wasser- und/oder Dampfzutritt in den Kern führen zu chemischen Reaktionen mit Graphit, bei denen brennbare und explosive Gase (Wasserstoff und Kohlenmonoxid) entstehen.

Näheres zur Entwicklung des Kugelhaufenkonzepts siehe hier.

#### Kippen der Anfangseuphorie und zunehmende Abkehr nach 1975
Mitte der 1970er Jahre hatte sich die technische Entwicklung stabilisiert, der öffentliche Konsens schwand jedoch schnell und bezog sich auf das zuvor erlebte Chaos. In Deutschland habe Radkau zufolge von 1975 an ein zwar nicht zu unterschätzendes, aber in Deutschland selbst rein hypothetisches Risiko der Kernkraft die Antiatomkraftbewegung angetrieben.
Dies im Gegensatz etwa zu Japan, wo erhebliche chemische Vergiftungen und Schwermetallbelastungen die dortige frühe Umweltbewegung geprägt hatten. Radkau zufolge war die Antiatombewegung in Deutschland damit eine rationale Reaktion auf Sorgen, die aus einer Kombination vieler Beobachtungen und Informationen entstanden. Er verweist dabei auf Thesen eines Standardwerks zur Reaktortechnik aus den fünfziger Jahren, die später nur noch in der Anti-AKW-Literatur zu finden gewesen seien. Die anfängliche übertriebene Atomeuphorie der damaligen Zeit sei damals offen angesprochen worden, das mit der Kernenergie verbundene hohe Risiko ebenso.
Radkau führt den Erfolg der Umwelt und Anti-Atombewegung in Deutschland den USDA gegenüber deren geringen Anerkennung in Japan (vgl. Michiko Ishimure) weniger auf technische als gesellschaftliche Ursachen zurück. Die Dynamik der deutschen und amerikanischen Umweltbewegung sei 1970 aus dem Wechselspiel zwischen administrativen Eliten, Initiativen aus der Wissenschaft und den Medien entstanden. Sie beruhte demnach auf einer breiten Basis von sich stärkenden Bürgern, Parlamenten und Institutionen und einer für Aufsteiger verhältnismäßig offenen Elite. Erfolge der Antiatombewegung auf regionaler Ebene, etwa im südbadischen Wyhl den dort vorgesehenen Reaktorblock zu verhindern (dessen Großkomponenten dann allerdings als Kernkraftwerk Philippsburg II genutzt wurden, ohne auf vergleichbaren Widerstand zu stoßen) seien in Deutschland viel leichter zu erringen gewesen als etwa im zentralistischen Frankreich.

Die lachende Sonne mit der Aufschrift Atomkraft? Nein danke in der jeweiligen Landessprache gilt als das bekannteste Logo der internationalen Anti-Atomkraft-Bewegung

#### Atomausstieg
- Hauptartikel Atomausstieg

Die Nuklearkatastrophe von Fukushima (ab März 2011) war in vielen Ländern Anlass, die Risiken neu bzw. unvoreingenommener als zuvor zu betrachten und zu bewerten. Die EU erstellte eine umfangreiche Studie, die als „Stresstest“ bekannt wurde. Einen vollständigen Ausstieg aus der Erzeugung von Atomenergie hatte zuvor bereits Italien durchgeführt, weitere Staaten wie Deutschland, Belgien und die Schweiz haben einen Atomausstieg angekündigt bzw. ihn in die Wege geleitet. Österreich nahm sein fertiggestelltes Kernkraftwerk Zwentendorf nicht in Betrieb, weitere Staaten brachen zum Teil weit vorangeschrittene Atomprogramme ab.

### Entwicklung in der DDR

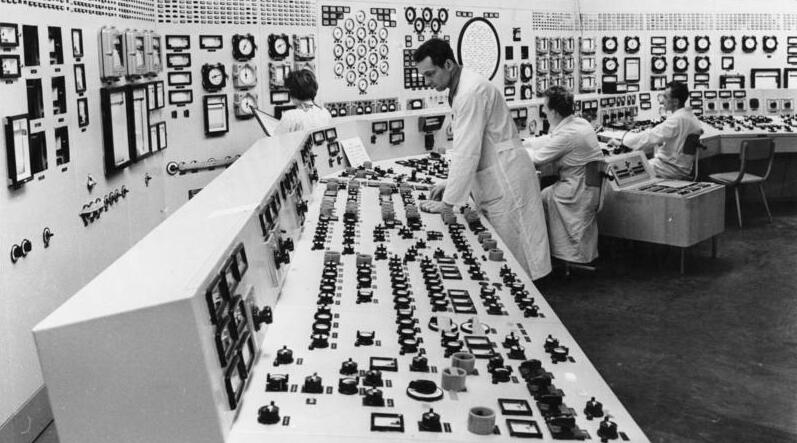
VEB Atomkraftwerk Rheinsberg 1966

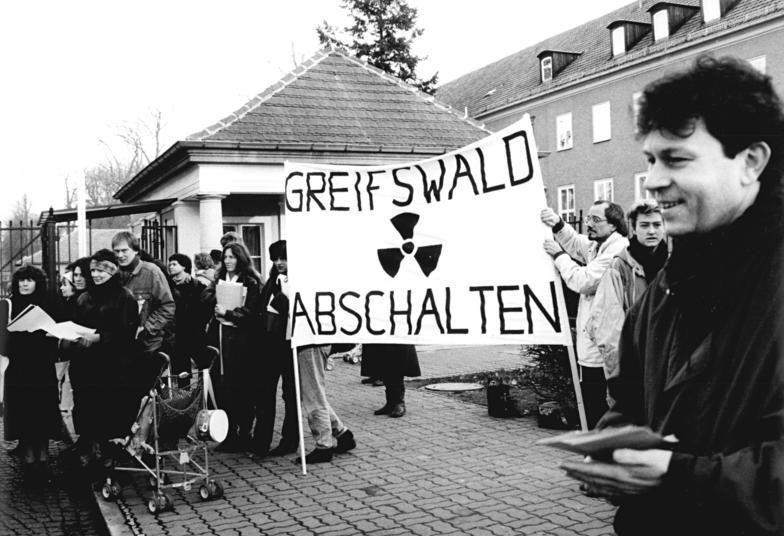
Demonstration im Februar 1990 in Berlin gegen das Kernkraftwerk Greifswald

Die Atomeuphorie der 1950er Jahre war auch in der DDR weit verbreitet. Energiewissenschaftler prophezeiten dem Land bis zum Jahre 1985 eine nukleare Kraftwerksleistung von über 20000 MW. Der breiten Öffentlichkeit wurde in Aussicht gestellt, die bald im Überfluss vorhandene billige Elektroenergie könnte den Energiebedarf vollklimatisierter Städte in unterschiedlichsten Klimazonen und atomar angetriebene Flugzeuge, Schiffe und Züge ermöglichen. Erst im Dezember 1973 ging der 440-MWe-Druckwasserreaktor beim VEB Kernkraftwerk Greifswald Bruno Leuschner ans Netz. Gemessen an den hohen Erwartungen, wurden bis 1980 nur knappe vier Reaktoren mit einer Gesamtleistung von 1760 MWe fertiggestellt. Im März 1972 unterzeichnete die DDR ein Abkommen mit der IAEA zu Kontrollmaßnahmen über den Verbleib des Kernbrennstoffs und beteiligte sich an der Gründung von Interatominstrument zur Zusammenarbeit bei der Entwicklung kerntechnischer
Geräte im RGW und in der Folge der Interatomenergo.
Nach offizieller DDR-Lesart wurde der Standort in Greifswald ausgewählt, weil die
Nordbezirke der DDR aus anderen Bezirken kostspielig mit Energie beliefert werden mussten. Allerdings baute man den Atommeiler in eine dünnbesiedelte Region und wählte den Standort so, dass die bei einer Havarie zu befürchtende radioaktive Wolke mit großer Wahrscheinlichkeit seewärts treiben würde. Die anfangs zur Schau gestellte Unbekümmertheit gegenüber Belastungen und Unfallrisiken wich auch in der DDR zunehmend kritischen Einschätzungen, dies gerade auch von offiziellen und wissenschaftlichen Stellen.
Eine durch einen Elektriker ausgelöste Beinahe-Katastrophe 1975 und weitere Zwischenfälle und Brände wurde zwar erst nach der Wende 1989 öffentlich bekannt. Durch sowjetische Stellen wurde aber bereits wenige Stunden nach dem Zwischenfall die IAEO informiert, die diesen Unfall zuerst in INES 4 einstuften, später in INES 3 (Vorläufer zu einem Unfall, hier einem „Station-Blackout“-Schmelzszenario) korrigierte. Die intensiven Auswertungen der Vorgänge zeigten, dass eine erfahrene Betriebsmannschaft anlagenbedingte Schwachstellen ausgleichen kann. Der Störfall wurde daher als Standard-Unfall-Szenario für WWER-440 in die Simulator-Schulung in Greifswald nach 1990 eingebunden.
Zur letztendlichen Stilllegung der Blöcke 1–4 kurz nach der Wende führten über Jahre vernachlässigte Instandsetzungsmaßnahmen und gravierenden Sicherheitsbedenken wegen der zunehmenden Versprödung der Reaktordruckbehälter. Auch die deutlich moderneren Blöcke 5 und 6 wurden in der Folge stillgelegt.

## Praktische Umsetzung

### Sicherer Umgang mit radioaktiven Stoffen
Oberstes Schutzziel für jede kerntechnische Anlage ist der sichere Einschluss der Radioaktivität. Solange die erste Barriere (Kristallgitter des Brennstoffs) erhalten bleibt, wird der weit überwiegende Teil der Radioaktivität sicher zurückgehalten. Durch das Vorhandensein der anderen Barrieren bedeutet eine Zerstörung des Kristallgitters noch nicht automatisch die Freisetzung großer Radioaktivitätsmengen. Eine Zerstörung des Kristallgitters in größerem Umfang ist durch Schmelzen des Reaktorkerns (oder eines erheblichen Teils davon) technisch möglich. Die Gefahr einer Radiologischen Waffe oder Schmutzigen Bombe bei Missbrauch von radioaktivem Material bedingt die bei Großreaktoren umfangreichen Sicherheitsmaßnahmen und eine genaue Inventarisierung von radioaktivem Material insgesamt.

### Beherrschung der Kernspaltung
Im Folgenden wird das systematische Vorgehen bei modernen Leichtwasserreaktoren beschrieben. Bei anderen Reaktortypen, speziell solchen aus dem früheren Ostblock, liegen deutlich andere Verhältnisse vor.
In fast allen kommerziellen Leichtwasserreaktoren dienen sechs Barrieren zum Zurückhalten der radioaktiven Stoffe:
- Das Kristallgitter des Brennstoffes [innerhalb 6]

Bei den Kernspaltungen in einem Reaktor entstehen die Spaltprodukte gewissermaßen als Fremdatome im Kristallgitter des Urandioxids. Solange dieses intakt bleibt, werden die meisten Spaltprodukte sehr zuverlässig im Kristallgitter zurückgehalten. Dies gilt nicht für die gasförmigen Spaltprodukte (etwa 5 – 10 % Anteil).
- Die gasdicht verschweißten Brennstabhüllen [6]

Das Urandioxid wird zu Tabletten gepresst, in etwa fingerdicke Rohre aus Zircaloy (Festigkeitseigenschaften ähnlich wie Stahl) eingefüllt und diese Rohre werden dann oben und unten gasdicht verschweißt. Solange alle Schweißnähte dicht sind und auch sonst kein Loch in einem Hüllrohr auftritt, halten die Hüllrohre alle Spaltprodukte in ihrem Inneren. Allerdings entstehen auch im Regelbetrieb trotz hoher Neutronenpermeabilität strukturelle Veränderungen durch Strahleneinwirkung und Korrosion. Sie verursachen in einem kleinen Teil der Hüllrohre Risse, die zum Austritt der gasförmigen Spaltprodukte führen können. Dies sind i. d. R. Isotope (Iod, Xenon, Krypton) mit mittleren Halbwertszeiten.
- Der Reaktordruckbehälter [5] mit anschließenden Rohrleitungen [8], [10]

Der Reaktordruckbehälter besteht aus einer ca. 20 bis 25 cm dicken Stahlwand. Zusammen mit den Rohrleitungen bildet er ein geschlossenes Kühlsystem, in dem auch eventuell aus den Hüllrohren austretende Spaltprodukte eingeschlossen sind.
- Falls die Abschaltungsmöglichkeit des Reaktors doch ausfällt, muss sichergestellt sein, dass die Kettenreaktion nicht unkontrolliert eskaliert. Dies wird durch einen negativen Dopplerkoeffizienten (Temperaturkoeffizient der Reaktivität) gewährleistet, der bewirkt, dass bei Erwärmung des spaltbaren Materials dessen Reaktivität automatisch sinkt. Ein negativer Dopplerkoeffizient kann durch die Reaktorkonstruktion sowie durch die Gestaltung der Brennelemente erreicht werden. Die EURATOM-Verträge legen fest, dass in den Vertragsstaaten nur Kernreaktoren mit negativem Dopplerkoeffizienten zum Betrieb zugelassen werden dürfen.
- Der thermische Schild [4]

Dieser dient vor allem der Abschirmung von Direktstrahlung aus dem Reaktorkern. Da er keine vollkommen geschlossene Konstruktion aufweist, kann er Spaltprodukte nur teilweise zurückhalten.
- Der Sicherheitsbehälter [2]

Dieses gasdichte und druckfeste „Containment“ aus ca. 4 cm dickem Stahl (manchmal auch aus Spannbeton) ist so ausgelegt, dass es im Falle eines Lecks im Reaktorkühlkreis das gesamte austretende Wasser/Dampf-Gemisch mit allen darin eventuell enthaltenen Spaltprodukten sicher aufnehmen kann.
- Die umschließende Stahlbetonhülle [1]

Der gesamte Sicherheitsbehälter wird von einer etwa 1,5 bis 2 m dicken Stahlbetonhülle umgeben, die vor allem Einwirkungen von außen – wie z. B. Zerstörungen durch einen Flugzeugabsturz – verhindern soll, aber auch radioaktive Materialien in ihrem/seinem Inneren zurückhalten kann.
Andere Reaktoren, insbesondere solche des ehemaligen Ostblocks, haben z. T. weniger und qualitativ schlechtere Barrieren. Aber auch nicht alle westlichen (oder deutschen) Reaktoren sind beispielsweise durch eine Stahlbetonhülle [1] geschützt, die stark genug wäre, um dem Aufprall (z. B. Absturz) eines größeren Flugzeuges standzuhalten.

### Laufender Betrieb und Prozessführung
Auf den RWE-Manager Heinrich Mandel geht die Unterscheidung zurück zwischen
- einerseits dem für die Genehmigung eines Kernkraftwerks vereinbarten Auslegungsstörfall, für dessen Beherrschung die Sicherheitssysteme ausgelegt sein müssen,
- andererseits vorstellbaren, den Auslegungsstörfall weit überschreitenden Unfallketten (durch Flugzeugabsturz, kriegerische Aktionen, gleichzeitigen unabhängigen Ausfall mehrerer Sicherheitseinrichtungen oder Bersten des Reaktordruckbehälters), die wegen ihrer geringen Eintrittswahrscheinlichkeit nicht in die Auslegung aufgenommen werden.

Der Auslegungsstörfall wird auch als „größter anzunehmender Unfall“ (GAU) bezeichnet. Wenn dieser GAU beherrscht wird, so meinte man früher, könne man auch alle anderen Störfälle sicher beherrschen. Heute weiß man, dass das keineswegs immer so ist. An Stelle des einen Auslegungsstörfalles ist ein ganzes Spektrum von Auslegungsstörfällen getreten, deren Beherrschung einzeln nachgewiesen werden muss.
Beim Betrachten von Un- und Störfällen bzw. bei der Ursachenanalyse geht man von der Annahme aus, dass ein gravierendes Versagen von technischen Einrichtungen nicht zufällig eintritt, sondern aufgrund einer Kette (oder mehrerer Ketten) von Ursachen und Wirkungen. Sind diese Wirkungsketten erkannt, können sie gezielt unterbrochen werden. Wird ein solches Unterbrechen mehrfach und mit voneinander unabhängigen Maßnahmen vorgesehen, kann man insgesamt eine sehr hohe Sicherheit erreichen, da Fehler in einzelnen Schritten durch Funktionieren anderer Schritte aufgefangen werden können. Dabei ist es gleichgültig, ob diese Fehler aus einem Versagen von Komponenten oder Systemen („technische Fehler“) oder auf Fehlhandlungen von Menschen („Bedienfehler“, „menschliche Fehler“, auch „organisatorische Fehler“) resultieren (oder aus beidem). Man spricht von einem „mehrstufigen, fehlerverzeihenden Sicherheitskonzept“.

### Entsorgungsthematik

Entstehung der radioaktiven Abfälle der Nuklear-Industrie

Albert Gunter Herrmann und Helmut Rothemeyer halten in einem Grundlagenwerk zur Sicherheit von Langzeitdeponien die grundsätzlichen Herausforderungen bei der Einlagerung toxischer chemischer Abfälle denen der mittel- und kurzfristigen radioaktiven für vergleichbar, merken aber eine bei ersteren deutlich weniger aufgeheizte Diskussion an. Herrmann verweist dabei auf die Rolle von Naturbeobachtungen langfristiger geologischer Prozesse bei der Beurteilung der verschiedenen Endlagerkonzepte. Bei einer schwedischen Studie für das deutsche Bundesamt für Strahlenschutz wurde 2004 diese Naturbeobachtung anhand einer Betrachtung natürlicher und anthropogener Analoga systematisiert. Mit natürlichen Analoga sind Naturprozesse gemeint, die denen in einem Endlager und seiner geologischen Umgebung entsprechen. Mittels ihrer Beobachtung lassen sich die im Endlager ablaufenden Prozesse – etwa die Bewegung radioaktiver Stoffe durch Gesteinssedimente – besser verstehen und damit für lange Zeiträume besser vorhersagen zu können.
Planung und Vorgehensweise bei der Endlagerung liegen in der Verantwortung eines jeden Staates; es gibt international verbindliche Grundanforderungen durch die Internationale Atomenergieorganisation (IAEO). Für schwach- und mittelradioaktive Abfälle existieren Endlager in vielen Ländern, z. B. in Frankreich, Großbritannien, Spanien, Tschechien und in den USA. In Deutschland befindet sich das Endlager Morsleben in Betrieb und das Endlager Schacht Konrad in der Errichtung. Ein dauerhaftes Endlager für hochradioaktive Abfälle aus der Kernenergienutzung konnte bislang (2013) weltweit noch nicht errichtet werden.

## Sicherheitstechnische Weiterentwicklung
Die Sicherheit von Kernkraftwerken ist davon abhängig, wie ein Kernkraftwerk konstruiert, gebaut und betrieben wird. Weltweit ist die Sicherheit von Kernkraftwerken seit ihrer Einführung 1956 durch Erfahrungszuwachs und Nachrüstungen deutlich gestiegen. Seit 1994 wird in Deutschland darüber hinaus durch das geänderte Atomgesetz gefordert, dass bei neu zu errichtenden Kernkraftwerken auch über die Auslegung hinausgehende Störfälle (Kernschmelzunfälle) soweit eingedämmt werden müssen, dass sich ihre Auswirkungen im Wesentlichen auf das Kraftwerksgelände beschränken und in der Umgebung keine gravierenden Maßnahmen zur Risikobegrenzung (Evakuierungen) notwendig sind. Die neue deutsch-französische Gemeinschaftsentwicklung „European Pressurized Water Reactor“ (EPR) erfüllt diese Bedingungen anscheinend. Jeweils ein solches Kraftwerk wird zurzeit in Finnland und in Frankreich gebaut, die geplante Fertigstellung hat sich mehrmals verschoben.
Seit Mai 2001 arbeiten mittlerweile 11 Länder in einem Gemeinschaftsprojekt unter Führung der USA im Rahmen des „Generation IV International Forum for Advanced Nuclear Technology (GIF)“ an weiterentwickelten Reaktorkonzepten. Es werden insgesamt 6 verschiedene Reaktorkonzepte mit dem Ziel einer erhöhten Sicherheit und verbesserten Wirtschaftlichkeit bei gleichzeitig verbesserter Brennstoffausnutzung und erhöhter Proliferationssicherheit verfolgt, außerdem werden Möglichkeiten der nuklearen Wasserstofferzeugung untersucht. Zwei dieser Konzepte sollen 2015 und die restlichen vier sollen 2020 die Baureife für Demonstrationsanlagen erreichen. Ein kommerzieller Einsatz könnte dann vielleicht 10 Jahre später erfolgen.

## Umgang mit Unfällen
Zu den besonders bekannten und gravierenden Unfällen aufgrund von spektakulären Reaktorstörungen gehören unter anderem die Ereignisse von Windscale/Sellafield (1957), Three Mile Island (Harrisburg, 1979), Tschernobyl (1986) und Fukushima-Daiichi (2011). Der gravierende Unfall von Kyschtym (Majak, 1957) ereignete sich in einer Wiederaufarbeitungsanlage. Unfälle mit geringerer Belastung mit radioaktivem Material in der Umgebung im Umfeld der medizinischen Kerntechnik wie der Goiânia-Unfall 1987 oder der Nuklearunfall von Samut Prakan wurden ähnlich gravierend eingestuft.

### Unfälle beim Umgang mit radioaktiven Stoffen
Medizinische Anwendungen der Kernenergie, wie bei der Kobaltkanone, deren Strahlenquelle
60Co durch Neutronenaktivierung in Kernreaktoren gewonnen wird, haben ebenso erhebliche Gefahren zur Folge, auf Grund derer die zugehörige Technologie jedoch nicht in Frage gestellt wurde. Tragische Fälle sind der Radiologische Unfall von Ciudad Juárez 1983/84, der Goiânia-Unfall 1987 oder der Nuklearunfall von Samut Prakan in Thailand 2000. In Goiânia waren knapp 93 g hochradioaktives Caesiumchlorid aus dem Caesiumisotop 137Cs von Schrotthändlern aus einer ehemaligen Klinik gestohlen worden und von den Dieben unter Freunden und Bekannten verteilt worden. Hunderte Menschen wurden z. T. schwer radioaktiv kontaminiert, als Folge starben binnen weniger Wochen nachweislich mindestens vier Personen, weitere Todesfälle werden mit dem Unfall in Verbindung gebracht.
Die International Atomic Energy Agency schätzte Goiânia ähnlich wie den Brand des Kernreaktors der Produktionsstätte für Plutonium Windscale/Sellafield in Großbritannien, die Kernschmelzen im Kavernen-Reaktor in Lucens, Schweiz und im Kernkraftwerk Three Mile Island (Harrisburg) auf der Internationalen Bewertungsskala für nukleare Ereignisse (INES) mit Stufe 5 (von 7) als Ernsten Unfall ein.
Joachim Radkau betont dabei, dass die Anti-Atom und Umweltbewegung keineswegs auf einschneidende Katastrophen, sondern viel mehr auf lokale Initiativen und Interessenvertretung vor Ort zurückginge. Die individuelle Gesundheit ist dabei Radkau zufolge ein wesentlicher Antrieb.
Eine weitere Quelle von Unfällen ist radioaktives Material, welches verloren oder vergessen wurde, im englischen als „orphan source“ (verwaiste Quelle) bezeichnet. Beim Radiologischen Unfall von Lia wurden 2001/2002 in Georgien drei Männer radioaktiv kontaminiert, nachdem sie im Wald Überreste alter Radionuklidbatterien aus Beständen der Sowjetunion gefunden hatten.

### Reaktorhavarien und Prozessfehler
Eine 2012 erschienene Studie beim Max-Planck-Institut für Chemie bewertet das Risiko anhand bisheriger Erfahrungen mit Unfällen und nicht anhand von Schätzwerten. Die Studie kommt zum Ergebnis, dass alle 10–20 Jahre mit einem Großunfall zu rechnen sei. Nach dem Mainzer Team droht eine Verseuchung mit mehr als 40 Kilobecquerel pro Quadratmeter in Westeuropa, wo die Reaktordichte sehr hoch ist, durchschnittlich einmal in 50 Jahren. Im weltweiten Vergleich trügen die Bürger im dicht besiedelten Südwestdeutschland durch die zahlreichen Kernkraftwerke an den Grenzen von Frankreich, Belgien und Deutschland das höchste Risiko einer radioaktiven Kontamination.
Die Anzahl der sofortigen Todesopfer durch bekannt gewordene Atomunfälle in OECD-Staaten für die Zeitspanne von 1969 bis 2000 pro Gigawattjahr durch KKWs ist nach einer Statistik des schweizerischen Paul Scherrer Instituts (PSI) für Nuklear- und Reaktorforschung allerdings „Null“. Die genannte PSI-Studie listet im Vergleich in OECD-Ländern bei Kohlekraftwerken 0,13 Todesopfer/GWJahr, bei Wasserkraftwerken im EU15-Raum ebenfalls als „Null“. Die Studie listet für die Todesfälle aufgrund von Langzeitfolgen durch AKWs allein die Katastrophe von Tschernobyl (die Sowjetunion gehörte damals nicht zur OECD) und schätzt diese auf etwa 10.000 bis 100.000 Todesfälle, die bis heute unmittelbar auf die Langzeitfolgen von Tschernobyl zurückzuführen seien (siehe auch die Liste von Unfällen in kerntechnischen Anlagen, die sich allein mit Fällen von Radioaktivitätsaustritten befasst). Für Wasserkraftwerke in Nicht-OECD-Ländern listet sie 13,77 Todesopfer/GWJahr (dabei stammt der Großteil aus einer weiteren Groß-Katastrophe, dem Bruch von 62 Staudämmen in China um den Banqiao-Staudamm im Jahr 1975 mit angenommenen 26.000 sofortigen Todesopfern).
Die zugrundeliegende Studie (Hirschberg u. a. (1998): Severe accidents in the energy sector) des bereits weiter oben zitierten Paul-Scherrer-Instituts befasst sich in puncto AKW (S. 137–182) hauptsächlich mit geschätzten anfallenden Kosten für die überhaupt mögliche Schadensbegrenzung bei schlimmstmöglichen fiktiven Unfallszenarien in AKWs mit höchsten Sicherheitsstandards (die in der Studie auch in westlichen Ländern als selten erfüllt bezeichnet werden). Dies bei maximaler Entfernung von menschlichen Siedlungen, nicht etwa mit einem einzelnen AKW oder den tatsächlichen Auswirkungen einer solchen Katastrophe wie etwa konkreten Todeszahlen oder dem Ausmaß von Umweltschäden; die Ergebnisse lassen sich daher auch so deuten, dass bei AKW-Unfällen trotz erheblicher Belastung und Schädigungen „weniger“ getan werden kann.
Dessen ungeachtet hat die Kernschmelze bei Three Mile Island und deren letztendlich glimpflich verlaufende Eindämmung die Effektivität des dortigen Sicherheitskonzeptes mit gestaffelten Barrieren und mehrfachen Einrichtungen zum Schutz dieser Barrieren bestätigt. In Tschernobyl kam es auf Grund schwerwiegender Verstöße gegen die geltenden Sicherheitsvorschriften sowie der bauartbedingten Eigenschaften des mit Graphit moderierten Kernreaktors vom Typ RBMK-1000 ohne Sicherheitsbehälter zu einem unkontrollierten Leistungsanstieg, der zur Explosion des Reaktors führte.

### Auswirkungen von Unfällen
Robert Peter Gale hält die Gesundheitsrisiken durch die Nuklearkatastrophe von Fukushima für relativ gering. Dies begründet er unter anderem damit, dass die von ihm als leitendem Arzt 1986 nach der Katastrophe von Tschernobyl vorgenommenen Prognosen zur Anzahl von Krebsfällen und Behinderungen bei Neugeborenen (die bei der Scherrerstudie auch angeführt werden) sich 1988 als zu hoch herausstellten. Im Vergleich zu den psychischen Folgen seien die Folgen der Strahlung der Katastrophe von Tschernobyl für die menschliche Gesundheit weitaus weniger drastisch gewesen.
Er meint zu den Unfällen von Fukushima:

„Die am schwersten wiegenden Langzeitfolgen eines Atomunfalls sind meist nicht medizinischer, sondern politischer, ökonomischer und psychologischer Natur.“

Gale ist/war allerdings sicherlich ein meisterhafter Mediziner, er ist jedoch nicht Epidemiologe.
Die wesentlich gravierenderen Auswirkungen hatte - jedenfalls kurzfristig, Krebsfälle haben teils eine lange Latenzzeit bis Ausbruch - die notwendige Evakuierung mehrerer zehntausend Menschen aus dem weiteren Umfeld. Hier ergaben sich vorab aufgrund der psychischen Belastungen zwischen 1000 und 2000 Todesfälle (s. dazu die Ausführungen unter "Evakuierung" im Artikel Nuklearkatastrophe von Fukushima).

### Ethik des Umgangs mit katastrophalen Risiken
Ein Elephant in the room ist eine englische Metapher für ein bei einer Unterredung sehr wohl präsentes Risiko oder Gefahr, die aber von allen Anwesenden ignoriert wird. Niklas Möller und Per Wikman-Svahn führen bei der Nuklearkatastrophe von Fukushima 2011 das Konzept des schwarzen Elefanten an, eine Risiko oder Gefahr, die vor einer Katastrophe bekannt war, aber geflissentlich ignoriert wurde.
Sie stellen dies dem anhand der Finanzkrisen angeführten Konzept von Nassim Nicholas Taleb eines schwarzen Schwans gegenüber.
Ein schwarzer Schwan ist dabei ein gravierendes Ereignis, das zwar jenseits von jeglicher Erwartung lag, aber im Nachhinein verhältnismäßig einfach zu deuten und zu verstehen ist.
Möller und Wikman-Svahn mahnen an, das Potential für katastrophale Folgen offener in Planung und Vorsorge aufzunehmen. In Japan hatte man trotz der im Raume stehenden Gefahr eines Erdbebens und Tsunamis nicht auf die Atomanlagen verzichtet.
„Avoiding earthquake zones, for example, is a reiteration of the principle
of inherently safe design. If we still decide to place a nuclear power plant in an earthquake zone, making sure that we are not dependent on functioning diesel generators to avoid a loss of coolant accident is an application of the principle of safe fail. The uncertainty reduction entailed by a holistic extension of the two fundamental safety principles, means that black swans are less likely to turn into catastrophes since we place our world in a more stable position, which is more apt to also handle the unexpected“ (, deutsch: „Erdbebenzonen zu vermeiden, wäre ein Rekurs auf inhärente Sicherheit. Wenn wir uns dennoch entscheiden, ein Kernkraftwerk in einer Erdbebenzone zu bauen, ist Ausfallsicherheit von Bedeutung, sicherzustellen, auf funktionierende Dieselaggregate nicht angewiesen zu sein, um die Kühlungsausfälle zu vermeiden. Die ganzheitliche Anwendung der beiden Sicherheitskonzepte bedeutet, schwarze Schwäne werden weniger wahrscheinlich zu Katastrophen, weil wir unsere Welt in eine stabilere Position stellen, die fähiger ist, das Unerwartete zu beherrschen“)

## Vergleich mit der Sicherheit anderer Energiequellen
Mehrere Studien wurden durchgeführt, um das gesundheitliche Risiko der Energieerzeugung durch Kernenergie und andere Energiequellen zu vergleichen. Der hier signifikanteste Bewertungsfaktor ist die Anzahl der Opfer pro erzeugter Energiemenge (Tote pro Terawattstunde, t/TWh). Die Zahlen aus unterschiedlichen Studien unterscheiden sich um Größenordnungen, da unterschiedliche Kriterien verwendet werden. Die Hauptgründe, die zu den Unterschieden führen, sind
- Berücksichtigung der Langzeitfolgen bei kerntechnischen Unfällen
- Berechnungsmethode der Langzeitfolgen von kleinen Strahlendosen, z. B. das linear no-threshold model (LNT). Das LNT-Modell ist eine Abschätzung der gesundheitlichen Folgen mit den Annahmen, dass das Risiko linear mit der Strahlendosis steigt, d. h. eine beliebig kleine Dosis hat Auswirkungen und die Expositionsdauer ist nicht relevant (eine große Belastung für kurze Zeit ist nicht gefährlicher als eine kleine Dosis für lange Zeit). Viele Studien zeigen, dass das LNT-Modell eine pessimistische Oberabschätzung ist, da Lebewesen Schutzmechanismen gegen kleine Strahlendosen haben, die bei großen Dosen nicht mehr wirksam sind.[29][30][31]
- Berücksichtigung der Unfälle und gesundheitlichen Folgen vom Bergbau von Kohle und Uran
- Berücksichtigung der Folgen der Luftverschmutzung bei Öl und Kohle
- Zeitraum der Studie (bei den meisten Energiequellen gab es in den letzten Jahrzehnten große Sicherheitsverbesserungen, sodass es nicht korrekt ist, unterschiedliche Quellen über unterschiedliche Zeiträume zu berücksichtigen). Unterschied, ob die Studie die historische Daten zusammenfasst oder eine Projektion des Risiko aus Kraftwerken in Betrieb darstellt.
- Berücksichtigte Weltregionen. Die Einbeziehung von China spielt bei Wasserkraft und Kohle zum Beispiel eine entscheidende Rolle.
- Berücksichtigung der Unfälle in Tschernobyl (bis zu 9000 Tote nach Langzeitfolgen nach LNT-Modell laut WHO,[32] bis zu 33.000 Tote nach LNT-Modell für die gesamte nördliche Hemisphäre laut TORCH-Studie) und beim Banqiao-Staudamm (170.000–235.000 Tote im Jahr 1975), ohne eine Diskussion darüber, ob solche Unfälle bei heutigen Anlagen realistisch wären

Im Folgenden sind die Zahlen und Ergebnisse aus mehreren Quellen aufgelistet und kommentiert.

### Forbes
Die Zeitschrift Forbes präsentiert folgende Ergebnisse aus dem Jahr 2012, die aus Daten der Weltgesundheitsorganisation, der Centers for Disease Control and Prevention und der National Academy of Sciences stammen:
- Kohle: 170 t/TWh (China: 280t/TWh, USA: 15t/TWh; vor allem Lungenkrebs)
- Öl: 36 t/TWh
- Solar: 0,44 t/TWh (vor allem wegen Dachbauunfällen)
- Wasser: 1,4 t/TWh (vor allem Unfall von Banqiao, 1975)
- Wind: 0,15 t/TWh
- Kernenergie: 0,09 t/TWh (inklusive Bergbau und nach der Oberabschätzung mittels LNT-Modell)

### New Scientist
Die Zeitschrift New Scientist, zitiert von Greenpeace als pessimistisches Beispiel für die Gefahr der Kernenergie, veröffentlichte folgende Zahlen:
- Kohle: 2,8–32,7 t/TWh
- Wasser: 1,0–1,6 t/TWh (und bis zu 54,7 t/TWh mit dem Unfall von Banqiao)
- Erdgas: 0,3–1,6 t/TWh
- Kernenergie: 0,2–1,2 t/TWh (Langzeitwirkung von Tschernobyl nach LNT-Modell, keine Berücksichtigung des Bergbaus)

### Greenpeace
Greenpeace bestreitet die meisten Studien zum Thema mit einem Artikel vom Jahr 2011. Insbesondere wird die IEA-Studie von 2008 kritisiert. Nach der IEA-Studie ist Kernenergie deutlich sicherer als Kohle, Öl, Erdgas und vor allem Flüssiggas. Kritikpunkte von Greenpeace sind:
- Die IEA berücksichtigt nicht die Unfälle aus Nicht-OECD-Staaten, also wird Tschernobyl nicht berücksichtigt. Die IEA kommentiert dazu (s. 296), dass an der Stelle nur die direkten Folgen von Unfällen berücksichtigt werden, und nicht die Langzeitfolgen, die bei Kohle besonders in China (nicht OECD) viel pessimistischere Zahlen ergäben.[38] Außerdem werden bei der Wahl der OECD-Staaten ebenfalls die Unfälle von Banqiao nicht mitgezählt, die 235.000 Tote aus der Nutzung von Wasserkraft beinhalten.
- Die Folgen des Uran-Bergbaus sind in der Studie nicht berücksichtigt. Die von Greenpeace zitierten Zahlen stammen jedoch aus einer Studie der IEA vom Jahr 2002,[39] die zum Uran-Bergbau Daten aus einer Quelle vom Jahr 1995 zitiert (Dones et al., 1995). Die Sicherheit im Uran-Bergbau wurde in den letzten Jahrzehnten laut UNSCEAR stark verbessert,[40] vor allem durch eine Verstärkung der Lüftung, um Radonansammlung zu vermeiden.

Greenpeace kommt zur Schlussfolgerung, dass Kernenergie die gefährlichste Energiequelle ist.

### Nuclear Engineering and Technology
Eine Studie aus der Zeitschrift Nuclear Engineering and Technology von Lee et al vergleicht das Risiko von Kernenergie, Windenergie und Photovoltaik, jedoch mit einer kleinen Anzahl an Faktoren. Zusammenfassend werden folgende Mengen an gesundheitliches Risiko gegeben:
- Solar: 2.8 · 10−7/TWh (vor allem Krebsrisiko wegen Cadmium- und Tellurvergiftung bei Brand)
- Wind: 5.9 · 10−8/TWh (vor allem wegen Bruch von Rotorblättern)
- Kernenergie: 1.1 · 10−9/TWh

### Next Big Future
Ein Artikel aus dem Blog Next Big Future vom Jahr 2008 stellt eine große Sammlung an Quellen zum Thema dar, mit dem Ergebnis:
- Kohle: 161 t/TWh (Daten aus der WHO[43])
- Öl: 36 t/TWh
- Solar: 0,44 t/TWh
- Wasser: 1,4 t/TWh (inkl. Banqiao)
- Wind: 0,15 t/TWh (aus der Produktion von Stahl und Beton)
- Kernenergie: 0,04 t/TWh (inkl. 4000 Tote beim Unfall in Tschernobyl)

Der Autor kommentiert zu den Zahlen, dass auf der Welt keine Reaktoren mehr existieren, die so gefährlich sind wie der aus Tschernobyl. Die weltweit acht übrigen RBMK-Reaktoren in Betrieb (alle in Russland) haben ein Containment-Gebäude und arbeiten bei niedrigerem Dampfblasenkoeffizient als die in Tschernobyl, alle andere Reaktoren zurzeit in Betrieb (2015) arbeiten bei negativen Dampfblasenkoeffizienten (Leichtwasserreaktoren) oder leicht positiven (Schwerwasserreaktoren), sodass eine Kernschmelze in Betrieb nicht möglich ist.
In einem Artikel vom Jahr 2011 korrigiert der Autor die Abschätzung für die Gesundheitsgefahr von chinesischen Kohlekraftwerken, sodass der globale Durchschnitt auf 100 t/TWh sinkt.

### Scientific American
Die Zeitschrift Scientific American analysierte 2007 die Strahlenbelastung von Kohlekraftwerken und Kernkraftwerken mit dem Ergebnis, dass diese bei Kohlekraftwerken etwa 10–100 mal höher ist. Grund sind die Anteile an Thorium und Uran in den Aschen: Obwohl die Radioaktivität des Nuklearabfalls selbstverständlich größer als die in den Aschen, wie im Cern Journal kommentiert, darf dieser in fester Form und aufgrund der kleinen Mengen in den kerntechnischen Anlagen abgeschirmt werden, was bei den ausgestoßenen Aschen nicht möglich ist. Eine erhöhte Strahlenbelastung findet sich ebenfalls beim Bergbau von Kohle.
Die Radioaktivitätmenge aus den Aschen ist stark von den installierten Filtern abhängig und die negativen gesundheitlichen Auswirkungen der Aschen von Kohlekraftwerken sind zum größten Teil nicht von der radioaktiven Belastung verursacht.

### Heal-Studie
Die Health and Environment Alliance (Heal) schätzt in Europa im Jahr 2017 über 18.000 vorzeitige Todesfälle pro Jahr bedingt durch die Kohlekraftwerke, davon 2.700 in Deutschland.